# مونته‌روسی
مونته‌روسی (به ایتالیایی: Monterosi) یک منطقهٔ مسکونی در ایتالیا است که در استان ویتربو واقع شده‌است.

## خصوصیات
مونته‌روسی ۱۰٫۷ کیلومترمربع مساحت و ۴٬۴۹۴ نفر جمعیت دارد و ۲۷۶ متر بالاتر از سطح دریا واقع شده‌است.